# Olympische Sommerspiele 1952/Teilnehmer (Jamaika)
| Gelbes Symbol für Goldmedaillen mit stilisierten Olympischen Ringen | Graues Symbol für Silbermedaillen mit stilisierten Olympischen Ringen | Braundes Symbol für Bronzemedaillen mit stilisierten Olympischen Ringen |
| ------------------------------------------------------------------- | --------------------------------------------------------------------- | ----------------------------------------------------------------------- |
| 2                                                                   | 3                                                                     | —                                                                       |

Jamaika nahm an den Olympischen Sommerspielen 1952 in der finnischen Hauptstadt Helsinki mit acht Sportlern, zwei Frauen und sechs Männern, teil.
Nach 1948 war es die zweite Teilnahme eines jamaikanischen Teams bei Olympischen Sommerspielen.

## Medaillengewinner
Mit zwei gewonnenen Gold- und drei Silbermedaillen belegte das Team Jamaikas Platz 13 im Medaillenspiegel.

### Gold
| Name                                                       | Sportart       | Wettkampf     |
| ---------------------------------------------------------- | -------------- | ------------- |
| George Rhoden                                              | Leichtathletik | 400 Meter     |
| Arthur Wint, Leslie Laing, Herb McKenley und George Rhoden | Leichtathletik | 4 × 400 Meter |

### Silber
| Name          | Sportart       | Wettkampf               |
| ------------- | -------------- | ----------------------- |
| Herb McKenley | Leichtathletik | 100 Meter und 400 Meter |
| Arthur Wint   | Leichtathletik | 800 Meter               |

## Teilnehmer nach Sportarten

### Leichtathletik

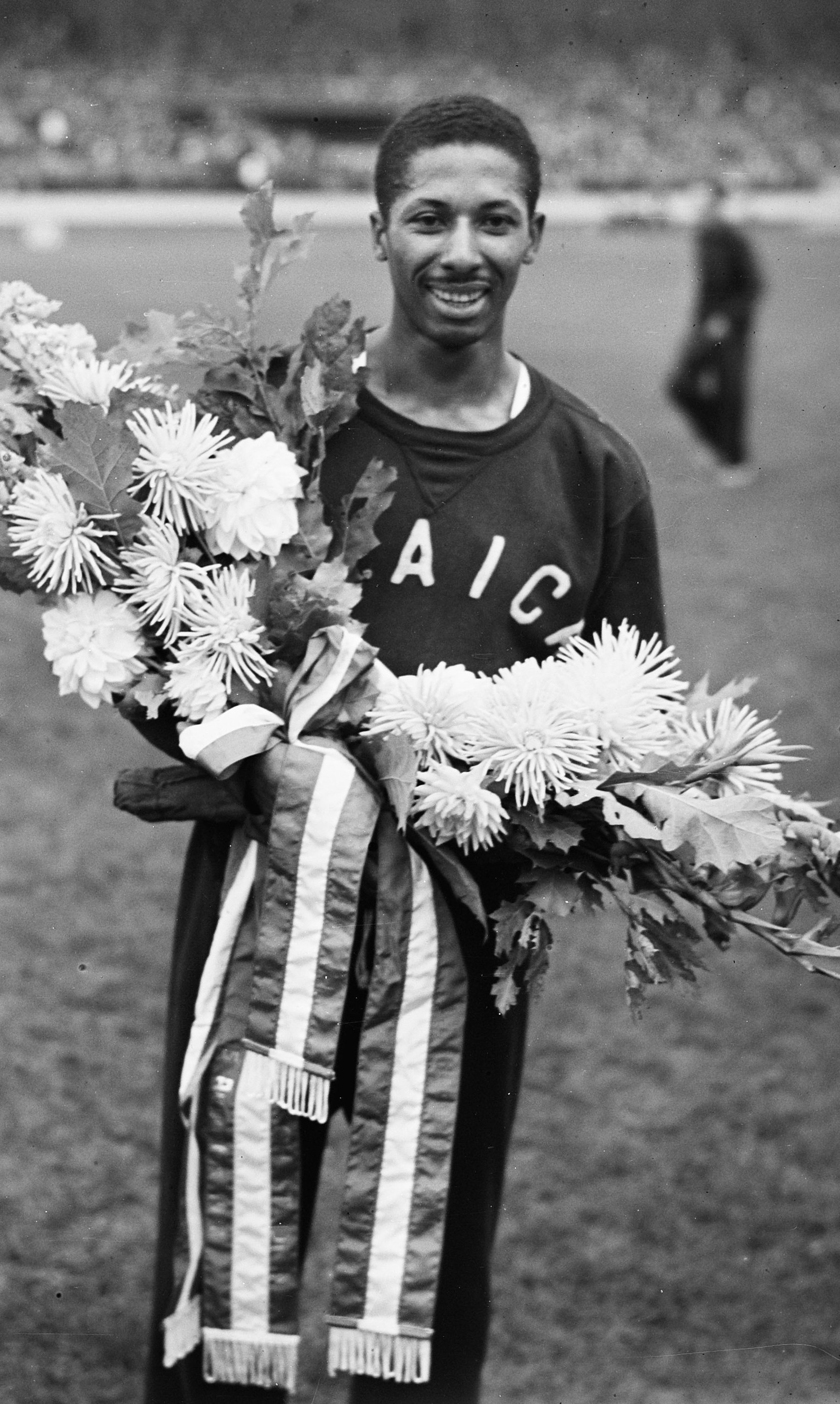
Wie schon 1948 wieder Silber für Herb McKenley (JAM)

Männer
100 m
- Herb McKenley
Vorläufe: in Lauf 5 (Rang 1) mit 10,7 s (handgestoppt) bzw. 10,88 s (elektronisch) für die Viertelfinalläufe qualifiziert
Viertelfinale: in Lauf 4 (Rang 1) mit 10,5 s (handgestoppt) bzw. 10,72 s (elektronisch) für die Halbfinalläufe qualifiziert
Halbfinale: in Lauf 2 (Rang 1) mit 10,4 s (handgestoppt) bzw. 10,74 s (elektronisch) für das Finale qualifiziert
Finale: 10,4 s (± 0,0 s, handgestoppt) bzw. 10,80 s (+ 0,01 s, elektronisch), Rang 2
- Byron LaBeach
*: Vorläufe: in Lauf 8 (Rang 2) mit 10,9 s (handgestoppt) bzw. 11,09 s (elektronisch) für die Viertelfinalläufe qualifiziert
Viertelfinale: in Lauf 1 (Rang 5) mit 11,0 s  11,05 s (elektronisch) nicht für die Halbfinalläufe qualifiziert

200 m
- Leslie Laing
Vorläufe: in Lauf 15 (Rang 1) mit 21,8 s (handgestoppt) bzw. 21,97 s (elektronisch) für die Viertelfinalläufe qualifiziert
Viertelfinale: in Lauf 5 (Rang 2) mit 21,4 s (handgestoppt) bzw. 21,74 s (elektronisch) für die Halbfinalläufe qualifiziert
Halbfinale: in Lauf 1 (Rang 3) mit 21,6 s (handgestoppt) bzw. 21,80 s (elektronisch) für das Finale qualifiziert
Finale: 21,2 s (handgestoppt) 21,45 s (elektronisch), Rang 5

400 m
- Herb McKenley
Vorläufe: in Lauf 5 (Rang 1) mit 48,0 s (handgestoppt) bzw. 48,09 s (elektronisch) für die Viertelfinalläufe qualifiziert
Viertelfinale: in Lauf 4 (Rang 1) mit 47,4 s (handgestoppt) bzw. 47,56 s (elektronisch) für die Halbfinalläufe qualifiziert
Halbfinale: in Lauf 2 (Rang 1) mit 46,4 s (handgestoppt) bzw. 46,53 s (elektronisch) für das Finale qualifiziert
Finale: 45,9 s (OR, handgestoppt) bzw. 46,20 s (elektronisch), Rang 2

- George Rhoden
Vorläufe: in Lauf 10 (Rang 1) mit 48,1 s (handgestoppt) bzw. 48,28 s (elektronisch) für die Viertelfinalläufe qualifiziert
Viertelfinale: in Lauf 2 (Rang 1) mit 47,2 s (handgestoppt) bzw. 47,24 s (elektronisch) für die Halbfinalläufe qualifiziert
Halbfinale: in Lauf 2 (Rang 2) mit 46,5 s (handgestoppt) bzw. 46,61 s (elektronisch) für das Finale qualifiziert
Finale: 45,9 s (OR, handgestoppt) bzw. 46,09 s (elektronisch), Rang 1

- Arthur Wint
Vorläufe: in Lauf 3 (Rang 1) mit 47,3 s (handgestoppt) bzw. 47,42 s (elektronisch) für die Viertelfinalläufe qualifiziert
Viertelfinale: in Lauf 1 (Rang 1) mit 46,9 s (handgestoppt) bzw. 46,98 s (elektronisch) für die Halbfinalläufe qualifiziert
Halbfinale: in Lauf 1 (Rang 1) mit 46,3 s (handgestoppt) bzw. 46,38 s (elektronisch) für das Finale qualifiziert
Finale: 47,0 s (handgestoppt) bzw. 47,24 s (elektronisch), Rang 5

Die Jamaikaner Herb McKenley, George Rhoden und Arthur Wint galten als Favoriten auf den Olympiasieg, es wurde fast mit einem Dreifacherfolg gerechnet. McKenley, 1948 Olympiazweiter hinter Wint, wollte es diesmal richtig machen und nicht zu schnell angehen. Seine Taktik gegenüber Wint ging auch glänzend auf. Dieser ging im Finale früh in Führung, konnte aber das Tempo nicht halten. Aber jetzt war es Rhoden, der sich als der stärkste Gegner für McKenley erwies. Rhoden überholte Wint noch vor der Zielgeraden, auch McKenley zog an Wint vorbei und schloss zu Rhoden noch einmal ganz eng auf. Beide kamen handgestoppt mit der gleichen Zeit ins Ziel. Es reichte aber nicht mehr zum Sieg für McKenley. Wint fiel bis auf Platz fünf zurück. Mit 45,9 s stellten die beiden Erstplatzierten einen neuen olympischen Rekord auf. Die inoffizielle elektronische Messung wies allerdings einen Unterschied von elf Hundertstelsekunden zwischen beiden Läufern aus.
800 m
- Arthur Wint
Vorläufe: in Lauf 5 (Rang 2) mit 1:54,2 min für die Halbfinalläufe qualifiziert
Halbfinale: in Lauf 2 (Rang 1) mit 1:52,7 min (handgestoppt) bzw. 1:52,88 min (elektronisch) für das Finale qualifiziert
Finale: 1:49,4 min (+ 0,2 s; handgestoppt) bzw. 1:49,63 min (+ 0,29 s; elektronisch), Rang 2

4 × 400 m Staffel
- Herb McKenley, Leslie Laing, George Rhoden & Arthur Wint
Vorläufe: in Lauf 1 (Rang 1) mit 3:12,1 min (handgestoppt) bzw. 3:12,13 min für das Finale qualifiziert
Finale: 3:03,9 min (handgestoppt) bzw. 3:04,04 min (WR), Rang 1

Frauen
100 m
- Hyacinth Walters
Vorläufe: in Lauf 12 (Rang 3) mit 12,4 s (handgestoppt) bzw. 12,53 s (elektronisch) nicht für die Viertelfinalläufe qualifiziert

200 m
- Hyacinth Walters
Vorläufe: in Lauf 6 (Rang 4) mit 25,4 s (handgestoppt) bzw. 25,59 s (elektronisch) nicht für die Halbfinalläufe qualifiziert

Weitsprung
- Kathleen Russell
Qualifikation, Gruppe B: mit einer Weite von 5,10 m (Rang 16, gesamt Rang 31) nicht für das Finale qualifiziert

### Radsport
- Ken Farnum
Sprint: 2. Runde
1000 Meter Zeitfahren: 20. Platz